# 오비 제도

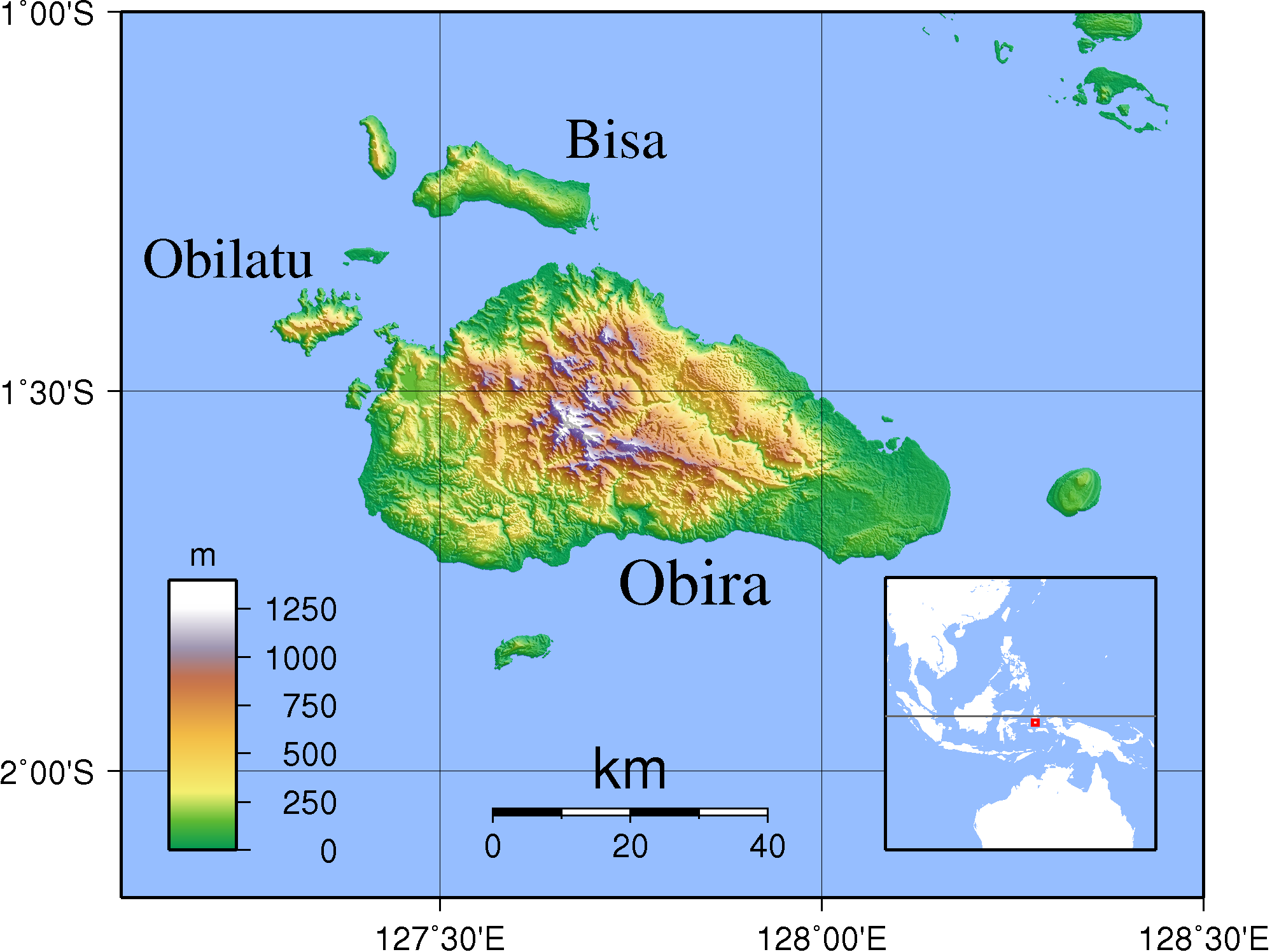
오비 제도

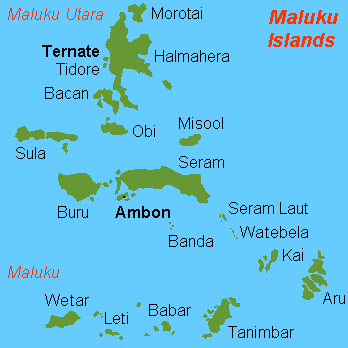
말루쿠 제도에서 오비 제도의 위치

오비 제도(Obi Islands)는 인도네시아의 말루쿠 제도에 속한 군도이다.
북쪽에는 할마헤라섬, 남쪽에는 부루섬과 스람섬, 서쪽에는 술라 제도가 위치한다.